# Gowran Castle

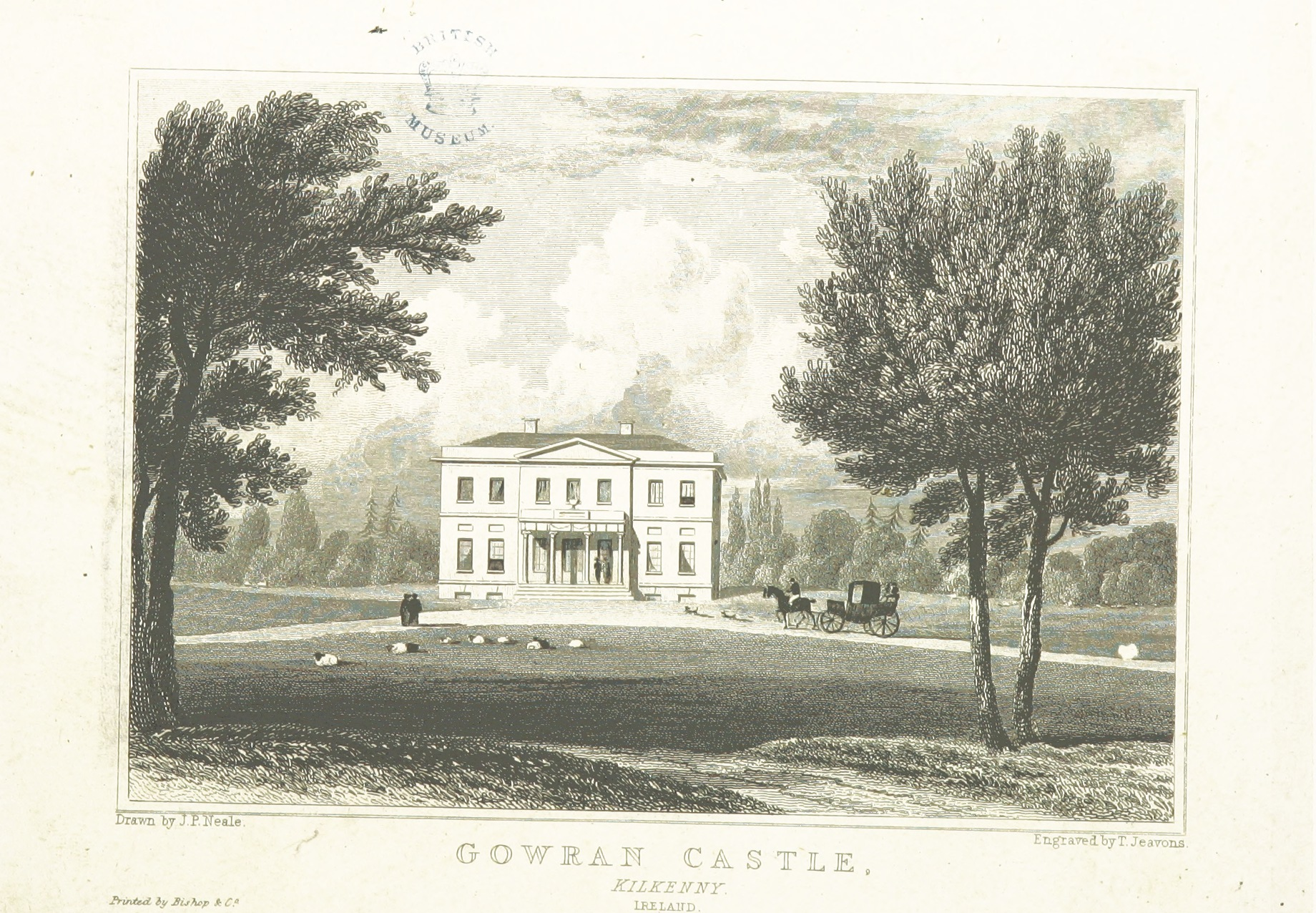
Gowran Castle. Landhaus von 1713, 1816 umgestaltet

Gowran Castle (irisch Caisleán Ghabhráin) ist ein Landhaus im Zentrum der Kleinstadt Gowran im irischen County Kilkenny. Es wurde in den Jahren 2013 und 2014 komplett restauriert.

## Frühe Jahre
Das erste Gowran Castle ließ 1385 James Butler, 3. Earl of Ormonde, in der Nähe des Zentrum von Gowran errichten. Er machte es zu seiner üblichen Wohnstatt. Er wurde „Earl of Gowran“ genannt. 1391 kaufte er Kilkenny Castle und einen Großteil von County Kilkenny. Er starb 1405 in Gowran Castle und liegt in der St. Mary’s Collegiate Church begraben, zusammen mit seinem Vater James Butler, 2. Earl of Ormonde, seinem Großvater James Butler, 1. Earl of Ormonde, und seinem Urgroßvater Edmund Butler, Earl of Carrick und 6. Clanchef der Butlers in Irland. James Butler, 2. Earl of Ormonde, wird „The Noble Earl“ genannt, weil er der Urenkel des englischen Königs Eduard I. war.
Gowran war lange vor der Ankunft der Normannen in Irland 1169 besiedelt und ein bedeutender Ort. Die Könige von Ossory werden oft auch „Könige von Gowran“ genannt. Die Mac Giolla Pardraig (anglisiert FitzPatricks), die führenden Herrscher von Ossory, hatten eine Residenz in Gowran. Ó Donnchadha war der Herr von Gowran und der meisten umgebenden Ländereien. Ortsnamen wie Rathvaun, Rathcash, Rathcusack und Rathgarvan weisen auf die Existenz von Ráths hin, in denen die Leute lebten, Ackerbau betrieben und sich um ihren Unterhalt bemühten. Ráths waren auch Begräbnisplätze. Größere Ráths nannte man „Dúns“. Das Dorf Dungarvan (auch Teil der Gemeinde Gowran) ist ein weiteres Beispiel für solch eine Siedlung. Die Existenz des Oghamsteins aus dem 3. oder 4. Jahrhundert, der in der historischen St. Mary’s Collegiate Church ausgestellt ist, weist auch auf eine 2000 Jahre alte Wohnstatt und Anbetungsort hin.
In der Nähe von Gowran gibt es weitere antike Stätten. Zum Beispiel war die nur 4 km von Gowran entfernte Kirche von Tullaherin mit Friedhof und Rundturm aus dem 6. Jahrhundert eine Siedlung aus der Bronze- und Eisenzeit, wo man bei Ausgrabungen in den Jahren 1948 und 1951 römische Münzen und andere Artefakte fand.

## Der Einfluss der Butlers of Ormonde
Den Butlers gehörten die Ländereien in der Gegend von Gowran fast 500 Jahre lang. Nach der normannischen Invasion von Irland 1169 erhielt Theobald FitzWalter, 1. Baron Butler, 17,6 km² Land, die Herrschaft von Gowran, zugewiesen. Dies war der erste Clanchef der Butlers in Irland.

## Weitere Butler-Burgen um Gowran

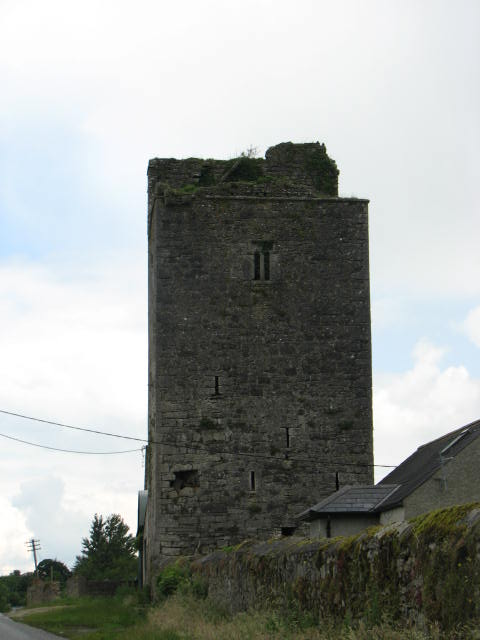
Ballysean Castle

Zusätzlich zu Gowran Castle ließen die Butlers andere Burgen in der Gegend errichten, wie z. B. Ballysean Castle (auch Ballyshawnmore Castle, Ballysheanmor Castle oder Ballyshanemore Castle) südlich des Ortszentrums, Neigham Castle etwa 2,5 km südöstlich der Stadt und Paulstown Castle zwischen Gowran und Paulstown.

## Die Familie Agar
Nach der Rückeroberung Irlands 1650 wurde Gowran von Oliver Cromwells Truppen belagert. Gowran Castle wurde angegriffen und schwer beschädigt. Die folgenden 300 Jahre war die Familie Agar die einflussreichste Familie im Raum Gowran. Mehrere Generationen dieser Familie lebten auf Gowran Castle, wie vorher die Butlers; viele davon liegen auch in der St. Mary’s Collegiate Church begraben.

## Zeitablauf
- 489 – Die Könige von Ossory – auch Könige von Gowran genannt – wohnten in der Gegend.[3]
- 754 – Schlacht von Bealach Gabhrán (alter Name von Gowran)
- 938 – Gowran und die umgebenden Ländereien waren Teil der alten Cantreds Oskelan und Ogenty, Teile der Ländereien von Ossory. Die Gegend von Gowran wurde von den O’Dunphy-Clans bewohnt. Die’Mac Giolla Padraig waren damals die Herrscher von Ossory.
- 1169 – Nach der normannischen Invasion war die Herrschaft von Gowran 17,6 km² groß.
- 1385 – James Butler, 3. Earl of Ormonde, ließ eine Burg nahe der Stadtmauer erbauen und machte sie zu seiner üblichen Wohnstatt.
- 1391 – James Butler, 3. Earl of Ormonde, kaufte Kilkenny Castle und einen großen Teil von County Kilkenny.
- 1501 – Margaret Butler, Countess of Ormonde, ließ Gowran Castle neu erbauen. Sie gestaltete auch St. Mary’s Collegiate Church.
- 1650 – Oliver Cromwell und seine Armee griffen die Burg an und beschädigten sie schwer.
- 1710[4] – Lewis Chaigneau, ein Kaufmann aus Dublin und Besitzer von Gowran Castle ließ die Stadt und das Burggelände vermessen. Auf der resultierenden Karte sieht man die Burg und die eingefriedete Stadt Gowran.
- 1713 – Henry Agar ließ ein neues Landhaus in der Nähe der Burg der Butlers erbauen, wobei er Baumaterialien der alten Burg verwendete.
- 1747 – Nach dem Tod von Henry Agar 1746 bot seine Witwe Ann das Vieh ihres verstorbenen Gatten, Schafe, Rinder und Pferde, beim Landhaus an. Auch Hengst- und Stutenfohlen wurden mit Hengsten von England gezüchtet. Henry Agar hatte das Landhaus 1733 von seinem Vater James Agar geerbt. Durch seine Heirat erwarb er die Grundstücke der Familie Ellis in Dublin zwischen Arran Quay und Phoenix Park. Dieses Anwesen fiel später an die Familie Agar. Er starb am 18. November 1746. Seine Witwe heiratete am 20. Januar 1753 George Dunbar aus dem County Fermanagh und verstarb am 14. April 1765; sie wurde 3 Tage später in der Christ Church Cathedral in Dublin beerdigt. Die Verwaltung ihres Vermögens wurde von Gericht des County Armagh am 11. September 1765 ihrem zweiten Gatten übertragen.
- 18. Jahrhundert – Ende des 18. Jahrhunderts hatten viele Adelsfamilien Irland verlassen und lebten nach der Rebellion von 1798 in England.
- 1816–1819 – Henry Agar-Ellis, 2. Viscount Chifden, ließ das Landhaus nach Plänen von William Robertson umgestalten (heutiges Gebäude).
- 1839 – Die ersten Ordnance-Survey-Karten von Irland zeigen das Anwesen von Gowran Castle mit 338,5 Hektar Land.
- 1840 – Lord Clifden ließ den Cricketclub von Gowran Castle irgendwann nach 1840 anlegen.[5] Das erste Cricket-Match fand dort 1842 statt.
- 1876 – Henry George Agar-Ellis, 4. Viscount Clifden, (Sohn von Henry Agar-Ellis, 3. Viscount Clifden und Enkel von Henry Agar-Ellis, 2. Viscount Clifden) auf Gowran Castle besaß laut der Griffiths Valuation 141,52 km² Land.
- 1900 – Die Karte des Ordnance Survey zeigt das Anwesen Gowran Castle mit ungefähr 4 km² Land, also waren seit der Vermessung von 1839 Grundstücke dazugekommen.
- 1953 – Am 19. Februar 1953 wurde Thomas Derriq, Minister für Landbesitz, von Mr. Crotty im irischen Parlament zu den Besitzungen der Land Commission befragt, die das Anwesen Annaly in Gowran zur Aufteilung aufkaufen wollte. Der Minister antwortete, dass der Erwerb der 3,096 km² Land im Gange sei.
- 1957 – Gowran Castle und etwa 27 Hektar Land wurden am 14. Mai 1957 von der Land Commission an James und Mary Moran verkauft.[6] Die Familie Moran lebte in dem Landhaus, bis es 1998 verkauft wurde.
- 1998 – Am 27. Mai 1998 wurden das Landhaus und etwa 26 Hektar Land öffentlich versteigert.[7] Die Tarajan Ltd., eine auf der Insel Man registrierte Firma, die der nordirischen Immobiliengesellschaft Alastair Jackson gehörte, kaufte das Anwesen von Kevin Fennely und Caitrona Fennely, geb. Moran. Nach dem Kauf der Immobilie beantragte Tarajan beim County Kilkenny dem Bau von Wohnhäusern.
- 1999 – Das County Kilkenny lehnte den Bau von 156 Wohneinheiten auf dem Anwesen ab.
- 2004 – Das County Kilkenny lehnte die Umwandlung des Landhauses in ein Hotel und den Bau von 126 Wohneinheiten, 23 Ferienhäusern und anderen Gebäuden auf dem Anwesen ab.
- 2009 – Das seit 11 Jahren unbewohnte Landhaus begann, zu verfallen. Die Gowran Development Association äußerte Sorgen um den Zustand der Immobilie beim County Kilkenny und Lokalpolitikern. Auf einer öffentlichen Versammlung zur Diskussion des Local Area Plan für Gowran wurden weitere Bedenken laut. Nach der Versammlung veröffentlichte das County Kilkenny einen Entwurf eines neuen Local Area Plan.
- 2010 – Am 16. Mai 2010 brach ein Brand in dem Landhaus aus. Glücklicherweise wurde er bald entdeckt. Die Feuerwehr konnte ihn bald unter Kontrolle bringen. Der Brand hatte zwar erhebliche Schäden verursacht, aber eine komplette Zerstörung war abgewendet.[8] Am 20. Dezember 2010 wurde der Local Area Plan für Gowran vom County Kilkenny bestätigt.[9] Der Entwicklungsplan wurde zusammen mit den Einwohnern erstellt.[10] Das Landhaus und seine Umgebung werden dort als Gebiet für „Tourismus und Freizeit“ ausgewiesen. Das Gelände um das Landhaus gilt auch als archäologisch wichtig.
- 2011 – Nach dem Zusammenbruch der irischen Wirtschaft übernahm die NAMA die Entwicklung des Landhauses.
- 2012 – Die NAMA ernannte Lisney als Entwickler des Landhauses. Die Entwicklung des Landhauses wurde öffentlich versteigert.
- 2013 – Das Landhaus wurde verkauft. Die Restaurierungsarbeiten begannen.